# Schistomitra joelmineti
Schistomitra joelmineti — вид лускокрилих комах родини Epicopeiidae. Відкритий у 2019 році.

## Етимологія
Вид названо на честь французького ентомолога Жюеля Міне за його внесок у дослідження родини Epicopeiidae.

## Поширення
Ендемік Китаю. Трапляється у провінціях Шеньсі та Ганьсу.

## Опис
Довжина переднього крила 26-30 мм. Крила білого кольору з чіткими чорники прожилками.

## Спосіб життя
Імаго трапляються з кінця квітня до початку червня.